# Хобити
Вижте пояснителната страница за други значения на Хобит.
Хобитите са дребни, подобни на джуджета същества с големи стъпала. Повечето хобити са с бради, но за разлика от джуджетата не са толкова силни и здрави физически. В произведенията на писателя Джон Роналд Руел Толкин хобитите са една от расите, които населяват света Арда и по-точно Средната земя. Графството е страната на хобитите, в която с малки изключения живеят всички хобити. Те вероятно са някаква разновидност на хората, но се определят като отделна раса. Романът „Хобитът“ е първото произведение на Толкин, в което се споменават хобитите. В него, както и във „Властелинът на пръстените“, хобитите са основни действащи лица. Хобитите са споменати и в „Силмарилион“ – произведение, което се занимава най-вече с хората и елфите.
Хобитите са мирен и тих народ, но ако ги нападнат, се вдигат бързо на бой.